# Cornelis Danckerts de Rij

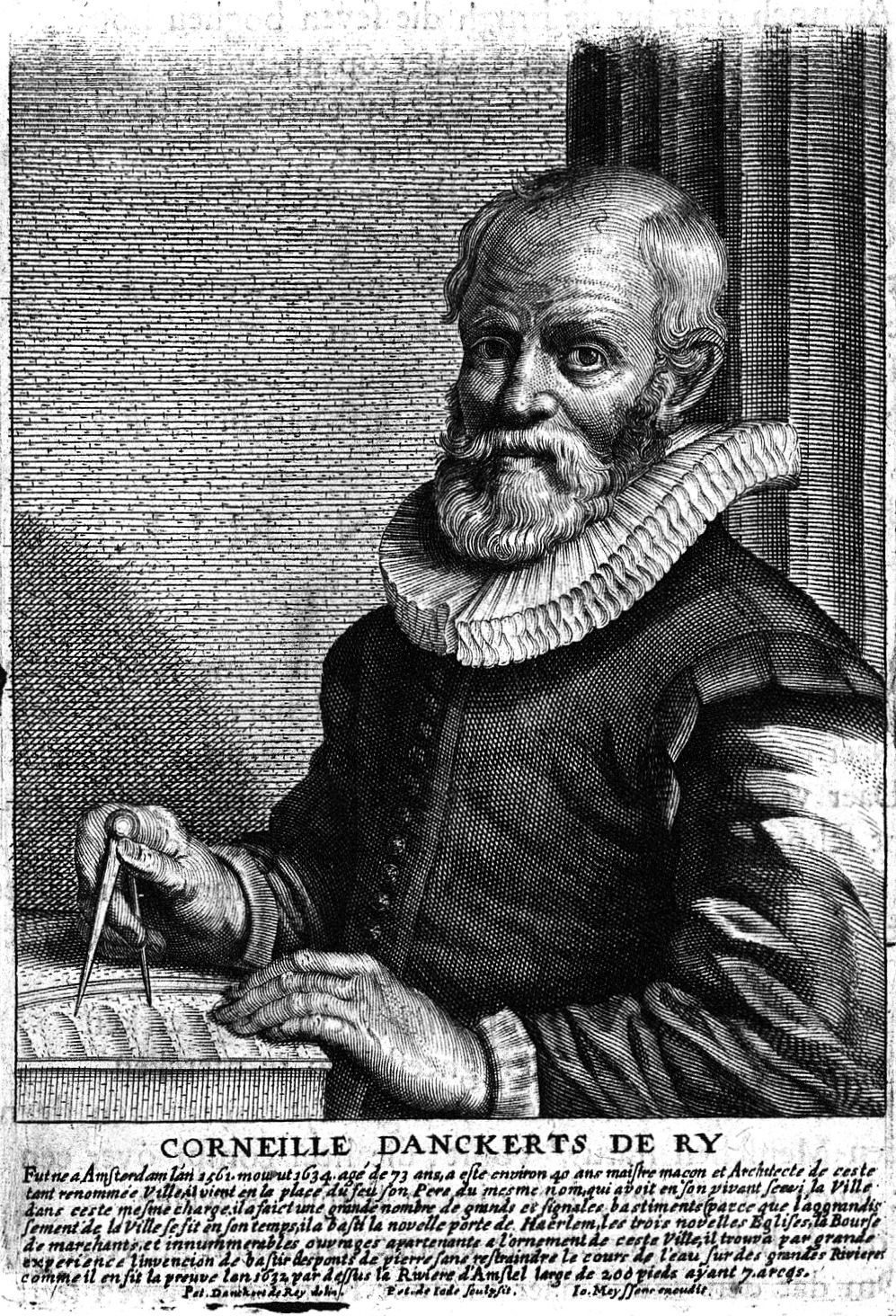
Ritratto di Cornelis Danckerts de Rij in Het Gulden Cabinet, di Pieter de Jode il Giovane da un ritratti di suo figlio Pieter.

Cornelis Danckerts de Rij (Amsterdam, 1561 – Amsterdam, 1634) è stato un architetto e scultore olandese del secolo d'oro.

## Biografia

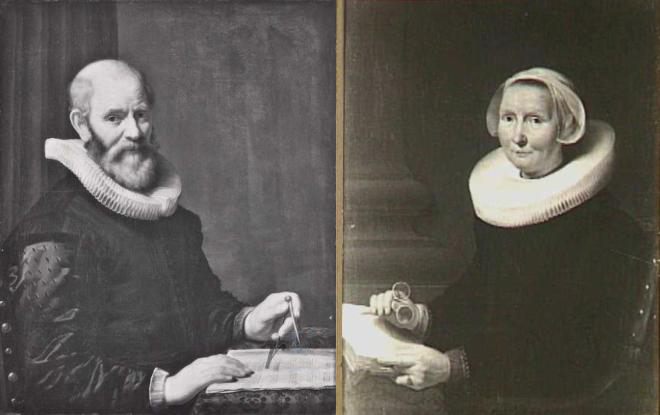
Ritratto dei suoi genitori.

Secondo RKD era figlio dell'architetto Cornelis Danckerts (1536–1595), fratello del costruttore Hendrick Danckerts il Vecchio, e padre del pittore Pieter Danckerts de Rij, che dipinse il ritratto di entrambi i suoi genitori.
Nel 1634 suo figlio Pieter dipinse i ritratti di entrambi I genitori in occasione del loro 50º anniversario. Il ritratto di sua moglie è esposto nella Galleria d'arte di Johannesburg e quello di Cornelis nel Museo reale delle belle arti del Belgio.
Secondo Cornelis de Bie nel suo libro Het Gulden Cabinet, costruì case e chiese ad Haarlem. L'incisore Pieter de Jode il Giovane realizzò un'incisione per tale libro basandosi su un ritratto del figlio Pieter.